# Procordulia karnyi
Procordulia karnyi là loài chuồn chuồn trong họ Corduliidae. Loài này được Fraser mô tả khoa học đầu tiên năm 1926.